# دي إم إكس
دي إم إكس (بالإنجليزية: DMX) هو مغني وموسيقي ورابر وممثل أمريكي، ولد في 18 ديسمبر 1970 في الولايات المتحدة.

## أعمال

### أفلام
- (2000) روميو يجب أن يموت[13]
- (2014) أفضل خمسة[14]

### مسلسلات
- ساوث بارك

## وصلات خارجية
- دي إم إكس على موقع IMDb (الإنجليزية)
- دي إم إكس على موقع روتن توميتوز (الإنجليزية)
- دي إم إكس على موقع ألو سيني (الفرنسية)
- دي إم إكس على موقع ميوزك برينز (الإنجليزية)
- دي إم إكس على موقع رولينغ ستون (الإنجليزية)
- دي إم إكس على موقع أول موفي (الإنجليزية)
- دي إم إكس على موقع قاعدة بيانات الأفلام السويدية (السويدية)
- دي إم إكس على موقع إن إن دي بي (الإنجليزية)
- دي إم إكس على موقع أول ميوزيك (الإنجليزية)
- دي إم إكس على موقع ديسكوغز (الإنجليزية)
- دي إم إكس على موقع ديسكوغز (الإنجليزية)